# Pierre Bellégo
Pour les articles homonymes, voir Bellégo.
Pierre Bellégo, né le 13 février 1913 à Condé-sur-Noireau (Calvados, France) et mort le 22 novembre 1995 à Paris, est un prêtre catholique et écrivain français, spécialiste de la pastorale.

## Affectations
Il a été successivement : 
- vicaire des paroisses d'Orbec puis de Saint-Pierre de Lisieux (1945 - 1947),
- aumônier de l'Université de Caen (1947 - 1959),
- doyen de Vassy (1959 - 1962),
- vicaire de la paroisse Saint-Sulpice (Paris) (1962 - 1974),
- curé de la paroisse Saint-Séverin-Saint-Nicolas (1974 - 1980),
- prêtre de la paroisse Saint-Vincent-de-Paul (Paris) (1980 † 1995).

## Biographie
Né le 13 février 1913 à Condé-sur-Noireau, où son père, né à Vannes en 1871, tient une épicerie, il est ordonné prêtre en 1938. Il est prisonnier en Allemagne (Langen) de mai 1940 à mai 1945.
Aumônier universitaire à Caen de 1947 à 1959, attaché à l'instruction des étudiants dans un esprit d'ouverture, il invite comme intervenant le père Couturier pour parler de l'œuvre de Georges Rouault, Puaud pour parler d'Économie et humanisme, l'abbé Marc Oraison pour parler psychanalyse et conscience chrétienne, Youakim Moubarac pour une conférence, et plusieurs fois le père Chenu, alors interdit de prédication, pour un cycle sur la théologie du travail.
En 1956, au moment du rappel des réservistes et de l’envoi du contingent pour la guerre d'Algérie, il conteste au chanoine Gouhier le droit d’engager l’Église quand celui-ci intitule un sermon «Aimer et servir sa patrie». Même si la Jeunesse étudiante chrétienne (JEC) dont il a la charge à Caen est d’un militantisme alors plus discret que celui des antennes de la Jeunesse ouvrière chrétienne (JOC) de l’abbé Marguet dont il est l’ami, ou de La Mission de France de l’abbé Ackermann, c’est ce contexte de tension pastorale qui aboutit en 1959 à son désaveu par son évêque, dépassé par l’ampleur d’une campagne de dénigrement à laquelle le député Raymond Triboulet contribue.
Il est alors nommé doyen de Vassy. Il passe ainsi du monde universitaire au monde rural, terre de Chrétienté avec sa forte pratique religieuse et des situations concrètes nouvelles pour lui.
Ayant écrit un article élogieux sur la reconstruction de l'église Saint-Pierre de Fontaine-le-Pin dans la revue Art de Basse-Normandie, il poursuit par une critique sévère sur l’architecture de la reconstruction des églises, qu'il trouve trop tournée vers le passé. Il se trouve ainsi embarqué dans une polémique avec le docteur Fournée. En 1962, le Père Gillet, curé de Saint-Sulpice à Paris, obtient de  l'évêque de Bayeux qu'il le laisse venir auprès de lui.
À Saint Sulpice où il est vicaire de 1962 à 1974, il commence une contribution importante au périodique Nouvelles rive gauche pour lequel il continuera d'écrire jusqu'à sa mort. Y sont peu à peu reconnues ses qualités de prédicateur, à tel point qu'il assurera à partir de 1970 le quart des homélies du dimanche.
Il connaît en tant que curé de Saint Séverin de Paris, l'occupation de Saint-Nicolas-du-Chardonnet: il est expulsé de l'église par des catholiques intégristes proches de la Fraternité sacerdotale Saint-Pie-X, le 27 février 1977,, incident au cours duquel il a deux côtes cassées. Un jugement du tribunal de Paris lui accorde des indemnités réparatrices en 1982.
Prêtre à Saint-Vincent-de-Paul de 1980 jusqu'à sa mort, il participe aux activités de l’Action des chrétiens pour l'abolition de la torture (ACAT).
Il meurt le 22 novembre 1995 dans le 10e arrondissement de Paris d'une congestion cérébrale, alors qu'il est en service chez une personne dépendante.

## Ouvrages
- Chemin de Croix, Paris, Association des amis de Pierre Bellégo, 2001Texte écrit pour le Vendredi saint à Saint-Sulpice en 1967, avec des photographies du Chemin de Croix de Léon Zack et Maxime Adam-Tessier posé en l'église Saint-Jean-Baptiste d'Agneaux (50)

- Chemin de Croix, Paris, Studio FM, 2001 (écouter en ligne)Même texte, récité par Michael Lonsdale, accompagné à l'orgue de l'église Saint-Séverin par François Espinasse.

- Avec Louis-Henri Parias, Trois entretiens avec Pierre Bellégo, Paris, Seuil, 1978.
- Paroles offertes, Paris, Le Centurion, 1982.
- L'aujourd'hui du Christ dans l'aujourd'hui du monde, Paris, Association des amis de Pierre Bellégo, 1983-1995Recueil de textes extraits des Nouvelles Rive gauche.
- À la source de l'agir chrétien, Paris, Association des amis de Pierre Bellégo, 1999.
- Sauver ce qui était perdu, salut et sacrements  (préf. Mgr Albert Rouet), Paris, Association des amis de Pierre Bellégo, 2003.
- Notre Père..., Paris, Association des amis de Pierre Bellégo, 2007.
- Chrétien au quotidien, Paris, Association des amis de Pierre Bellégo, 2012Recueil de textes écrits pour les feuilles dominicales.

## Source bibliographique
- Jacques Depauw (préf. Albert Rouet), Pierre Bellégo, prêtre : 1913-1938-1995, Paris, Cerf, 2010, 240 p. (ISBN 978-2-204-09132-9, lire en ligne) (table des matières).

## Quelques références de citations
- Aimer c'est être là, Pèlerinage à Notre Dame du chêne 15 août 2004
- Le pardon (2) Diocèse aux armées françaises
- Brigade franc-allemande 7 mai 2007 Un Credo pour les "chrétiens au quotidien"
- Fiche éclairage autour du carême de la semaine du 14 au 20 février 2010, archives http://www.lasallefrance.fr/-Fiches-Eclairages-
- Inter-paroisse du Saint-Amandois, période du 18 octobre au 2 novembre 2014, diocèse de Bourges